# Șobolan de apă
Șobolanul de apă (Arvicola amphibius, sinonim: A. terrestris) este un rozător semiacvatic, care seamănă doar superficial cu un adevărat șobolan. Șobolanii de apă au nasul mai rotund decât șobolanii, blana maro intens, fețele dolofane și urechile scurte; spre deosebire de șobolani, cozile, labele și urechile sunt acoperite cu păr.
În sălbăticie, șobolanii de apă trăiesc în medie doar aproximativ cinci luni. Longevitatea maximă în captivitate este de doi ani și jumătate.

## Aspect

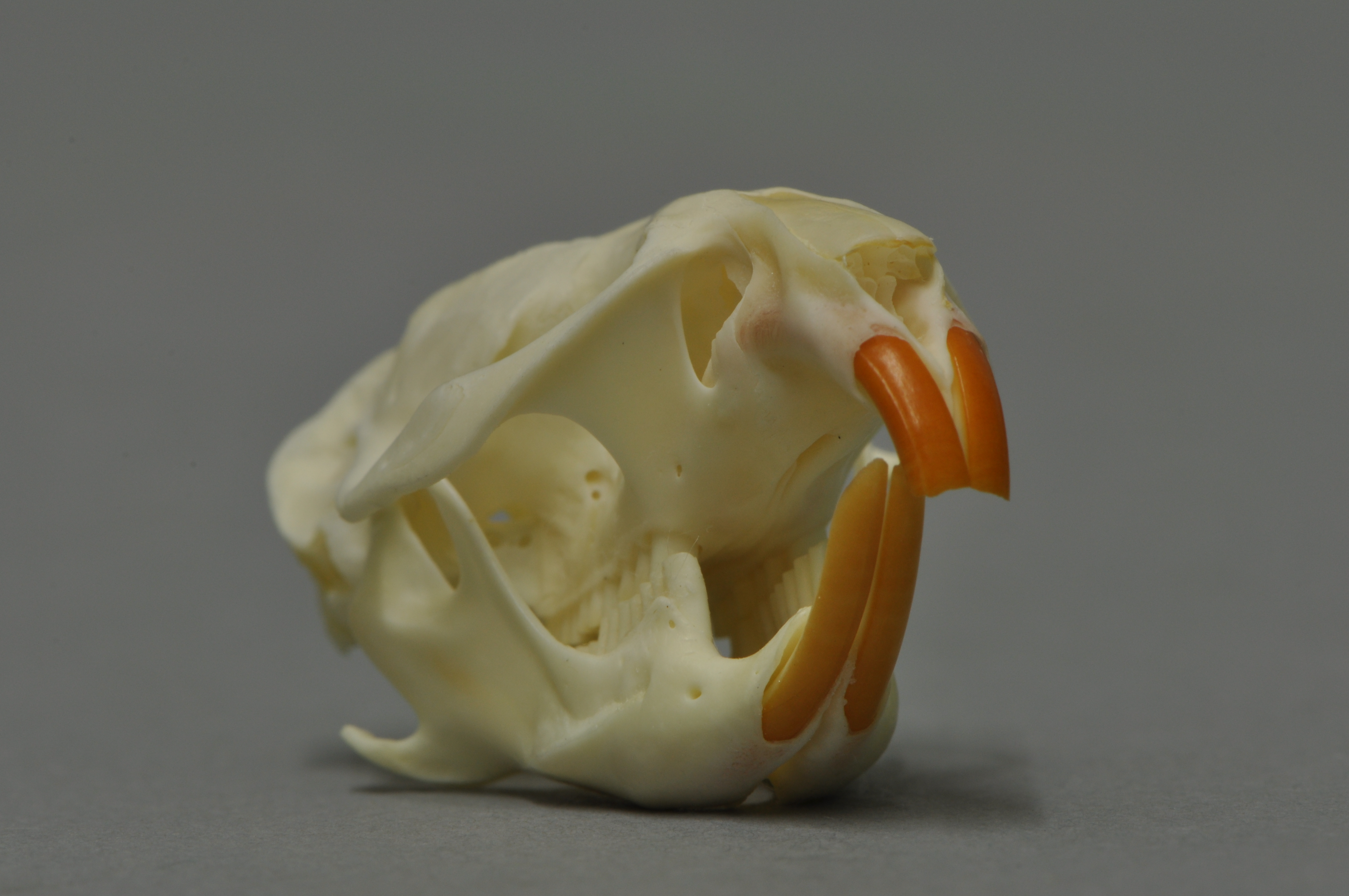
Craniul unui șobolan de apă european.

Șobolanii de apă ajung la 14-22 cm lungime, plus o coadă care este de aproximativ jumătate din lungimea corpului. Greutățile adulților sunt variabile. Este posibil ca adulții mari să cântărească între 225 și 386 grame. Cu toate acestea, aceste greutăți sunt maximale. Media masei corporale este cuprinsă între 60 și 140 de grame, deși la baza calculării acestei medii a stat și cântărirea puilor. Greutatea minimă pentru a reuși să supraviețuiască cu succes iernii este potrivit surselor de 112 grame la femele și 115 grame la masculi. Masa corporală medie a speciei trebuie să fie de 140 de grame.
În general, șobolanii de apă au o culoare maro închis, cu un colorit puțin mai palid pe partea inferioară. Părul lor este destul de gros și au blană pe tot corpul, inclusiv pe coadă, spre deosebire de șobolani. Culoarea lor întunecată le permite să se amestece bine în vegetația densă din zonele în care locuiesc.

## Răspândire
Șobolanul de apă Arvicola amphibius este întâlnit în majoritatea țărilor din Europa, în Rusia, Asia de Vest și Kazahstan.

## Habitat

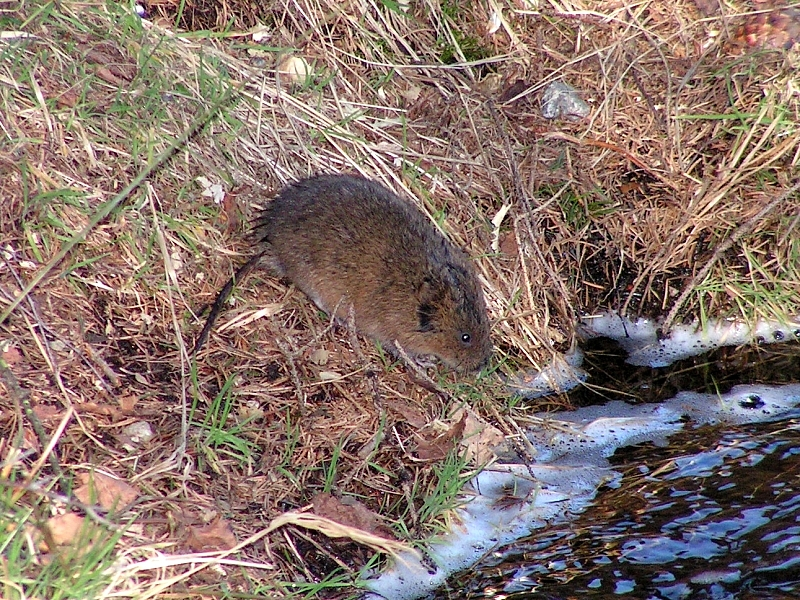
Șobolan de apă, Munții Metaliferi, Germania

În Marea Britanie, șobolanii de apă trăiesc în vizuini excavate în malurile râurilor, în șanțuri și la marginea iazurilor. Vizuinile se află în mod normal în apropierea apelor calme, care se mișcă lent. De asemenea, ei trăiesc în stuf, unde își construiesc cuiburi rotunde deasupra solului în care să se ascundă. Zona în care se adăpostesc este cunoscut ca zonă subniveană. 
În Europa și Rusia, ei pot să se aventureze în pădure, câmpuri și grădini. Ei trăiesc sub zăpadă în timpul iernii.
Șobolanii de apă au fost incluși în categoria speciilor amenințate în Yorkshire, Anglia. În zona Masivului Central din Franța, cu toate acestea, agricultorii duc o campanie de stârpire a șobolanilor de apă, deoarece aceste rozătoare cauzează mari pagube culturilor agricole.